# 渔阳鼓楼
40°02′37″N 117°24′02″E / 40.04361°N 117.40056°E
渔阳鼓楼，又称蓟州鼓楼，位于中国天津市蓟州区文昌路，建于明洪武四年，1991年被列为天津市文物保护单位，2006年被列为天津历史风貌建筑。

## 历史
渔阳鼓楼建于明洪武四年（1371年）。明崇祯十五年(1642年)，清兵攻打蓟州，渔阳鼓楼被毁。清顺治、康熙、道光年间曾多次重修，但此后多年失修。1986年，天津市人民政府对其进行修缮恢复原貌。

## 建筑
渔阳鼓楼分为上下两个部分，下部为城楼式基座，外立面砌筑青砖，门洞为五券五伏锅底券设计，上部为单层建筑，屋顶为青色筒瓦歇山式，东西面阔三间，南北进深两间，建筑周围设有出斗拱回廊。鼓楼南正面悬有康熙年间知州张朝宗所书的横匾“古渔阳”，北边悬有横匾“畿东锁钥”。
- 南面
- 东北面